# John Njue
John Njue, né le 1er janvier 1946 à Kiriari Village au Kenya, est un cardinal kényan, archevêque de Nairobi de 2007 à 2021.

## Biographie

### Enfance et études
À dix-huit ans, John Njue entre au séminaire de Nkubu avant de poursuivre ses études à Rome où il obtient en 1966 un doctorat de philosophie à l'Université pontificale urbanienne puis, en 1974 un doctorat de théologie à l'université pontificale du Latran.
C'est durant ces études qu'il est ordonné prêtre par le pape Paul VI en personne.

### Prêtre
En 1974, il revient au Kenya où il alterne des ministères paroissiaux à Kariakomu puis à la paroisse de Chuka de 1982 à 1984 avec des fonctions d'enseignement et de direction de séminaires à Mabanga de 1978 à 1982, puis à Nairobi de 1985 à 1986.

### Évêque et cardinal
En 1986, il devient le premier évêque du nouveau diocèse d'Embu, sa région natale. Il est ensuite nommé archevêque coadjuteur de Nyeri le 23 juin 2002, avant de devenir archevêque de Nairobi le 6 octobre 2007, peu avant d'être élevé à la dignité de cardinal lors du consistoire du 24 novembre 2007 avec le titre de cardinal-prêtre du Preziosissimo Sangue di Nostro Signore Gesù Cristo rattaché à l'église éponyme.
Pendant ses années d'épiscopat, il a présidé diverses commissions épiscopales. Il est actuellement président de la Conférence épiscopale du Kenya.
Le 12 juin 2008, il est nommé membre de la Congrégation pour le clergé. Il participe au conclave de 2013 qui élit le pape François.
Fin 2014, il appelle les femmes kényanes à ne pas se laisser vacciner durant la campagne en cours dans le pays contre le tétanos, affirmant qu'il s'agit d'une campagne destinée à contrôler les naissances, alimentant ainsi une controverse sur la vaccination. Il se base sur le fait que l'association des médecins catholiques du Kenya a affirmé avoir trouvé un antigène, l'hormone chorionique gonadotrope humaine, qui provoque des fausses couches, dans un vaccin antitétanique, injecté durant la campagne de vaccination soutenue par le gouvernement kényan.
Le 4 janvier 2021, le pape François accepte sa démission pour raison d'âge. Bien qu'encore officiellement habilité à voter à ce moment, il ne participe pas au conclave des 7 et 8 mai 2025, (élection de Léon XIV).